# Les Hôpitaux-Vieux
Les Hôpitaux-Vieux är en kommun i departementet Doubs i regionen Bourgogne-Franche-Comté i östra Frankrike. Kommunen ligger i kantonen Pontarlier som tillhör arrondissementet Pontarlier. År 2022 hade Les Hôpitaux-Vieux 463 invånare.

## Befolkningsutveckling
Antalet invånare i kommunen Les Hôpitaux-Vieux
Referens:INSEE